# Lycosa magallanica
Lycosa magallanica este o specie de păianjeni din genul Lycosa, familia Lycosidae, descrisă de Karsch, 1880. Conform Catalogue of Life specia Lycosa magallanica nu are subspecii cunoscute.